# Кадмус (місто)
Кадмус (араб. قدموس) — місто в Сирії. Знаходиться в провінції Тартус, у районі Баніяс. Є центром однойменної нохії.
| Сирія | Це незавершена стаття з географії Сирії. Ви можете допомогти проєкту, виправивши або дописавши її. |